# Groningen constant

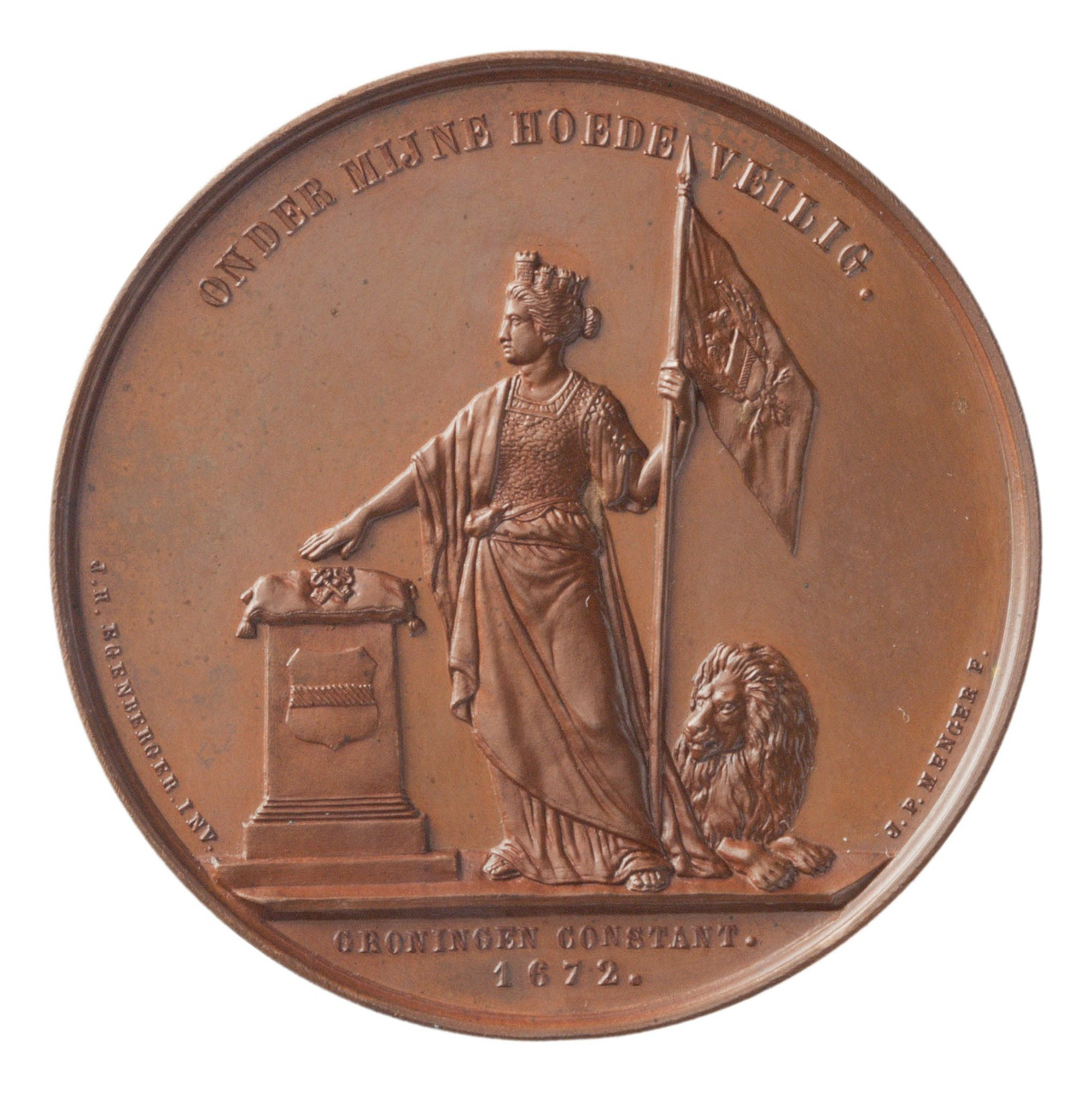
voorzijde

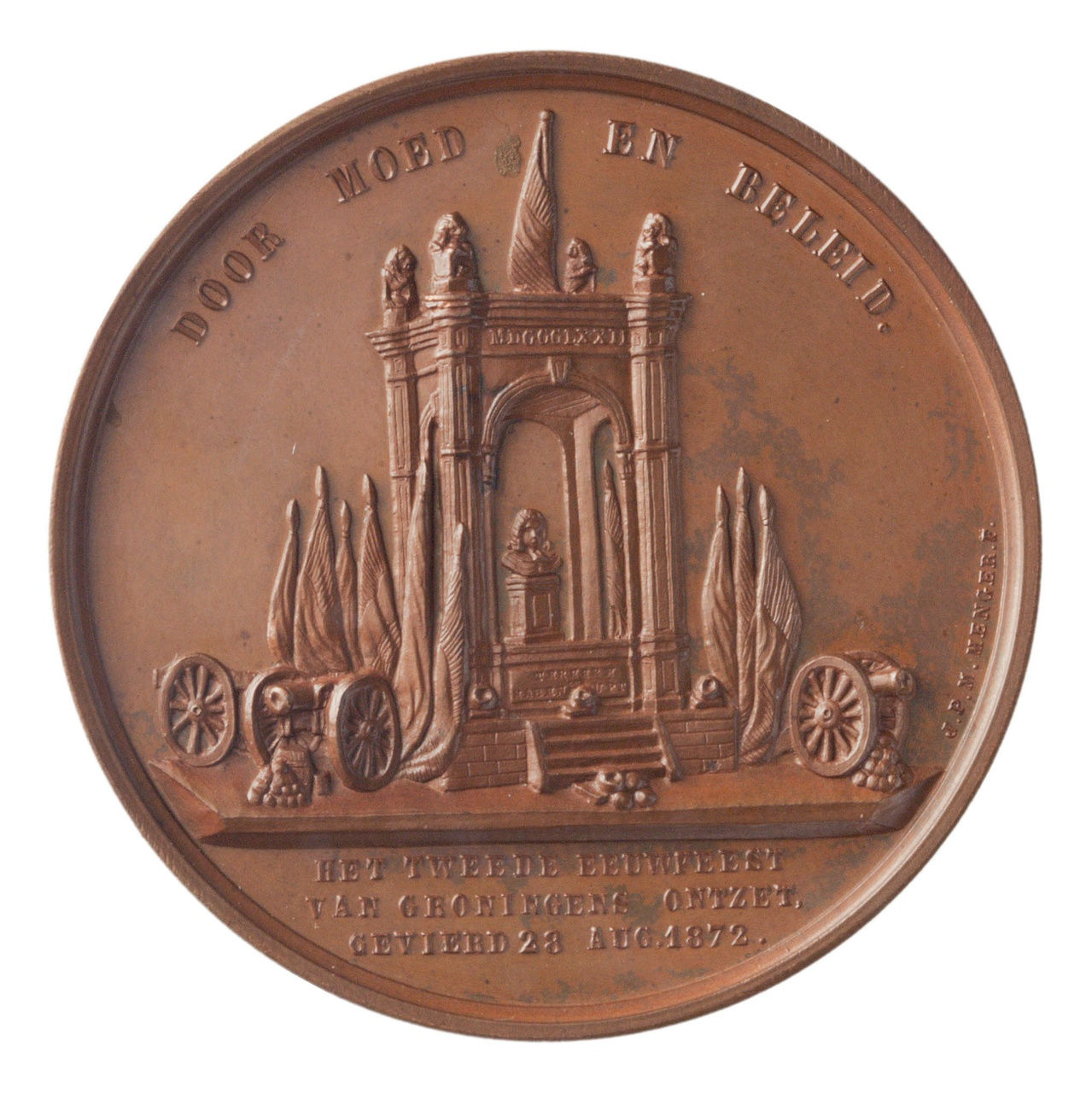
keerzijde

Groningen constant is een Nederlandse herdenkingspenning, die in 1872 werd uitgegeven door 's Rijks Munt in Utrecht.

## Achtergrond
In het rampjaar 1672, het begin van de Hollandse Oorlog, lag de Republiek der Zeven Verenigde Nederlanden onder vuur en werd zij aangevallen door Engeland, Frankrijk en de bisdommen Münster en Keulen. Op 21 juli 1672 werd de stad Groningen door Bommen Berend, de Münsterse bisschop Bernhard von Galen, en zijn leger van ruim 22.000 man belegerd. De stad werd door hen gebombardeerd, maar wist met een klein leger onder leiding van Carl von Rabenhaupt de aanvallen te weerstaan. Op 28 augustus droop de bisschop met zijn manschappen af. Op die datum wordt sindsdien het Gronings Ontzet gevierd. Het behoud van de stad bleek van betekenis en leidde tot de spreuk: Groningen constant, behoudt van het land, die nog datzelfde jaar op Groningse, vierkante noodmunten werd gezet.
1872

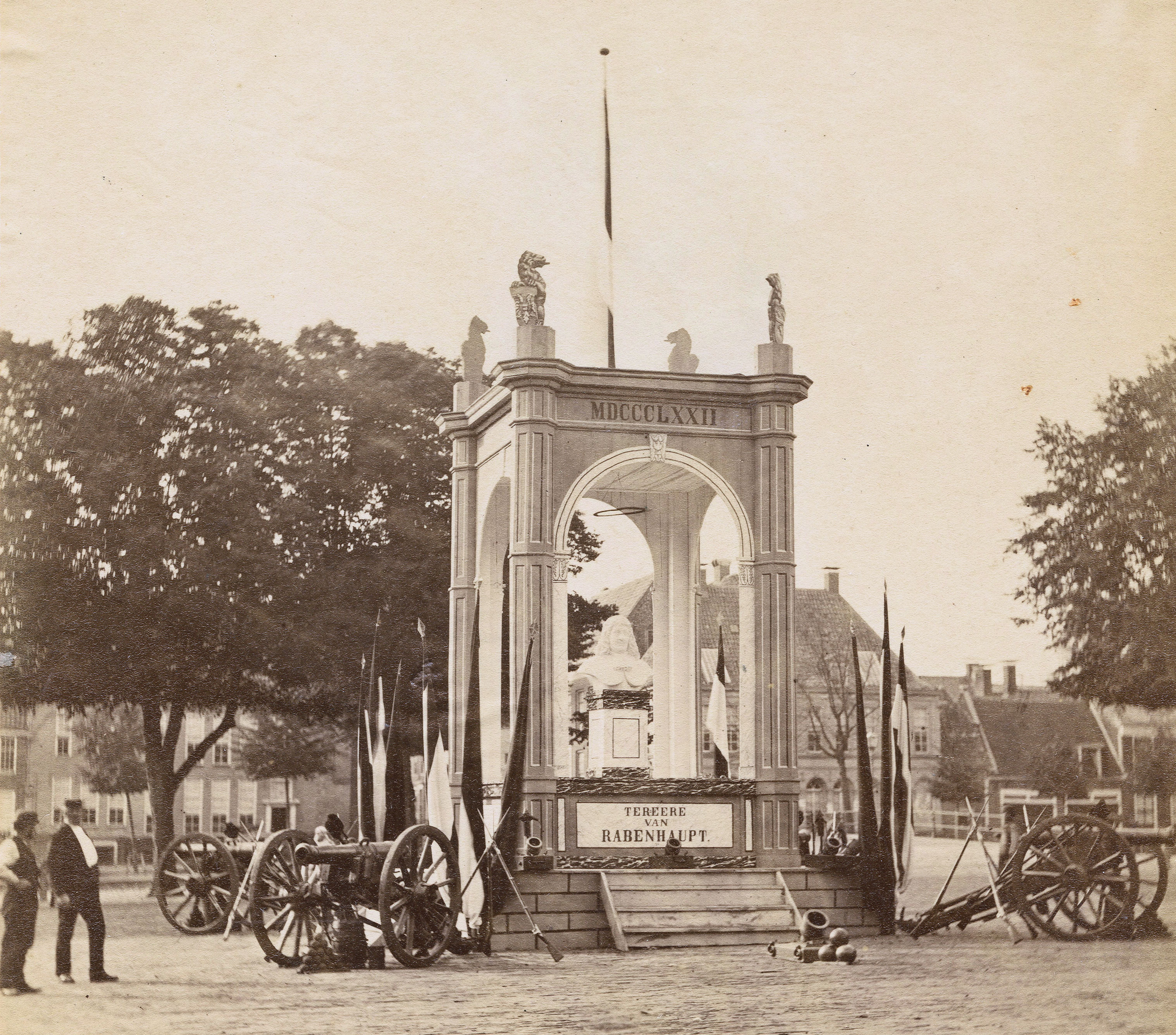
Het Rabenhaupt-monument op de Ossenmarkt

In 1872 werd het tweede eeuwfeest van het Ontzet gevierd. Om de viering op te luisteren werd op de Ossenmarkt tijdelijk een gedenkteken met buste van Rabenhaupt geplaatst. De Groninger boekhandelaar R.J. Schierbeek gaf een prent uit, naar een tekening van Otto Eerelman, met daarop onder meer voorstellingen van het Gronings Ontzet en een beeltenis van Rabenhaupt tegen de achtergrond van de dubbelkoppige adelaar van het wapen van de stad.
Door 's Rijks Munt werd een bronzen herdenkingspenning geslagen, met een doorsnee van 54 millimeter. De penning werd ontworpen door de historieschilder J.H. Egenberger, hoofdonderwijzer-directeur van Academie Minerva in de stad. Eerdere penningontwerpen van zijn hand waren een penning voor Groninger geneesheren en kandidaten, die zich inzetten bij de bestrijding van de cholera-epidemie (1866) en een prijspenning voor het 25e Landhuishoudkundig Congres in Groningen (1871). Samen met architect Pieter Schenkenberg van Mierop had Egenberger ook het Graaf Adolfmonument ontworpen, dat herinnert aan de slag bij Heiligerlee. Voor de uitvoering van de herdenkingspenning bij de Munt waren vader en zoon Menger als (hulp-)stempelsnijder verantwoordelijk, vader J.P. Menger verzorgde de voorzijde van de penning, zoon J.P.M. Menger de keerzijde. Naast de Groningse stedenmaagd is op de penning het tijdelijk monument met de buste van Rabenhaupt te zien.
Pas in 1972 kreeg de stad definitief een buste van Rabenhaupt op een sokkel, die werd geplaatst bij het stadhuis van Groningen. Het beeld werd gemaakt door Willem Valk, docent aan Academie Minerva en officieus stadsbeeldhouwer.

## Beschrijving
Voorzijde
De Groningse stedenmaagd ten voeten uit, met op haar hoofd een muurkroon. In haar linkerhand houdt zij een vaandel met het wapen van de stad Groningen. Haar rechterhand houdt zij boven de sleutels van de stad, die liggen op een kussen op een voetstuk met aan de voorzijde het stadswapen. Achter de stedenmaagd ligt de Nederlandse leeuw. Het omschrift luidt: ONDER MIJNE HOEDE VEILIG. In de afsnede: GRONINGEN CONSTANT 1672. Signatuur in het veld aan weerszijden van de voorstelling, links J.H. EGENBERGER INV. en rechts J.P. MENGER F.
Keerzijde
De keerzijde toont een triomfboog met vier pilaren, bekroond met leeuwtjes met wapenschilden. Binnenin staat een buste van Rabenhaupt op een sokkel. In een fries van de boog het jaartal MDCCCLXXII (1872), aan de onderzijde TER EERE VAN RABENHAUPT. Aan weerszijden zijn vaandels, kanonnen en kanonskogels geplaatst. Het omschrift luidt: DOOR MOED EN BELEID. In de afsnede staat: HET TWEEDE EEUWFEEST VAN GRONINGENS ONTZET GEVIERD 28 AUG 1872. Signatuur in het veld rechts: J.P.M. MENGER F.

## Afbeeldingen

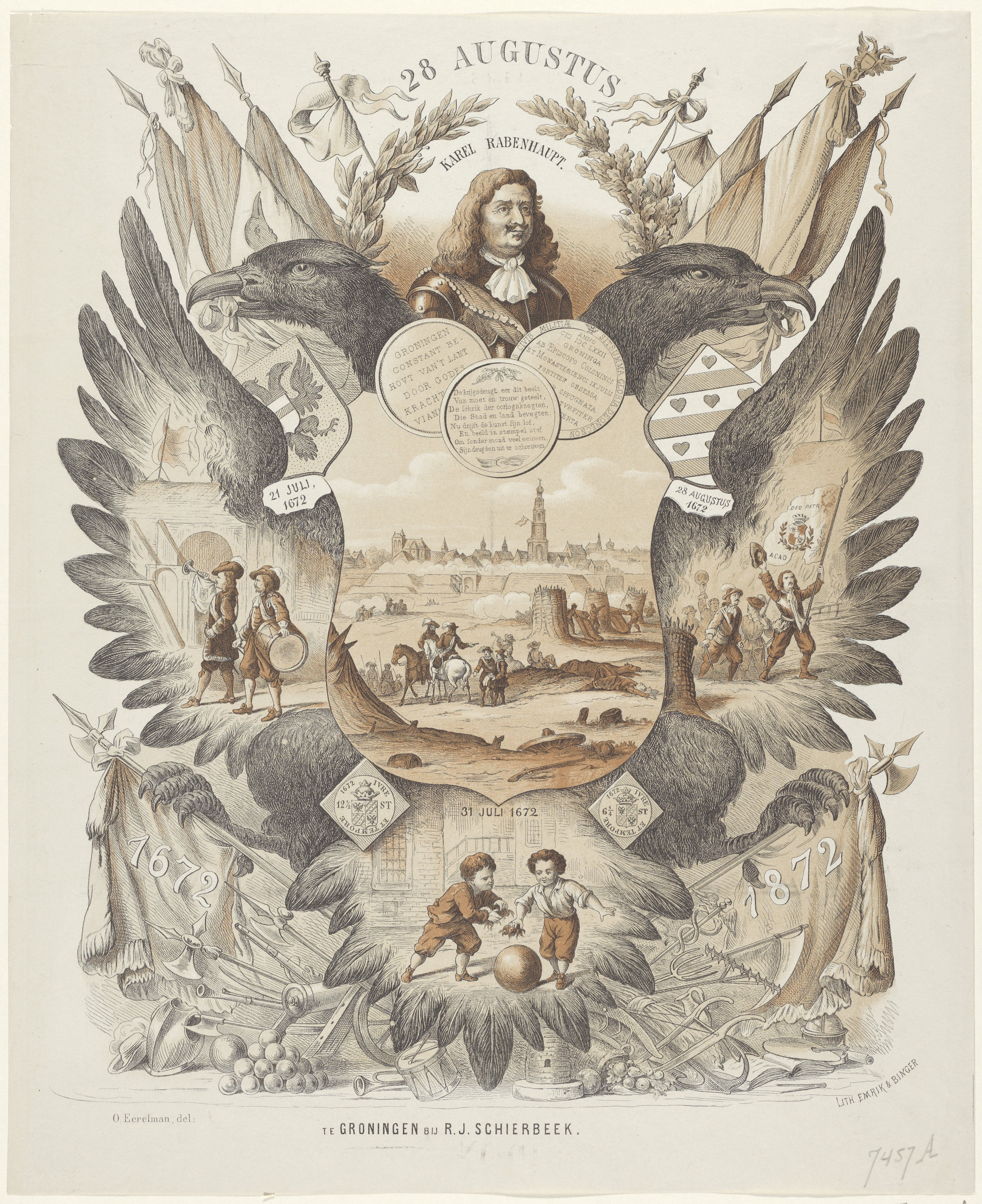
Prent door Eerelman (1872)
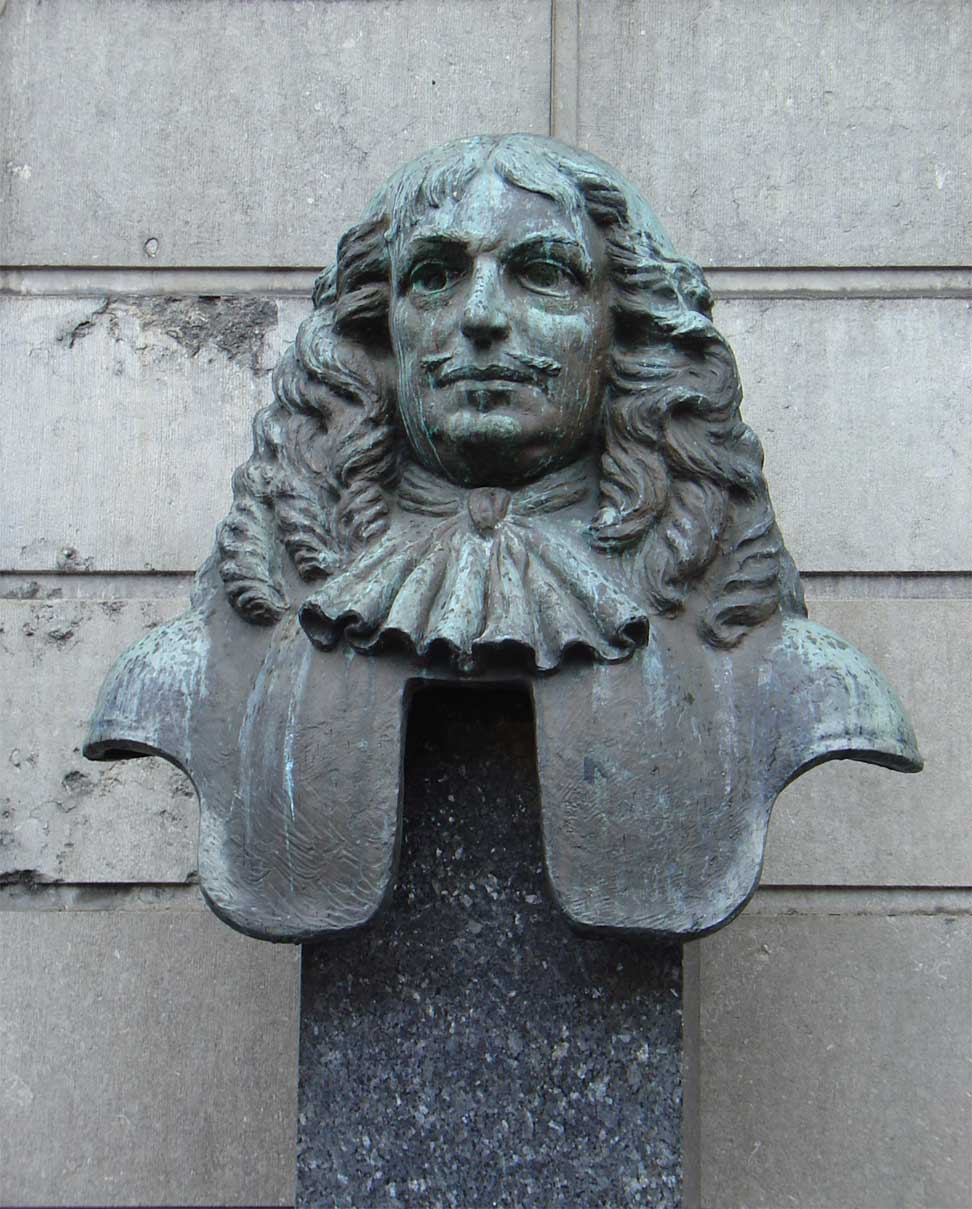
Buste van Rabenhaupt (1972)